# Ichneumon naevius
Ichneumon naevius är en stekelart som beskrevs av Gmelin 1790. Ichneumon naevius ingår i släktet Ichneumon och familjen brokparasitsteklar. Inga underarter finns listade i Catalogue of Life.